# 592750 Seiichifujiwara
592750 Seiichifujiwara è un asteroide della fascia principale interna. Scoperto nel 2013, presenta un'orbita caratterizzata da un semiasse maggiore pari a 1,947547 UA e da un'eccentricità di 0,065156, inclinata di 23,746516° rispetto all'eclittica.